# Rhodoneura curvita
Rhodoneura curvita is een vlinder uit de familie van de venstervlekjes (Thyrididae). De wetenschappelijke naam van de soort is voor het eerst geldig gepubliceerd in 1992 door Chu & Wang.